# Alan Shearer
Alan Shearer (Newcastle upon Tyne, 13 agosto 1970) è un ex calciatore inglese, di ruolo attaccante.
Considerato uno dei migliori attaccanti inglesi della storia del calcio, occupa la 65ª posizione nella speciale classifica dei migliori calciatori del XX secolo pubblicata dalla rivista World Soccer e nel marzo del 2004 è stato inserito da Pelé nella FIFA 100, la lista dei 125 migliori calciatori viventi, redatta in occasione del Centenario della FIFA. È stato inoltre inserito per tre anni di fila tra i candidati alla vittoria del Pallone d'oro (1995, 1996, 1997) arrivando a raggiungere il podio nel 1996 alle spalle di Ronaldo e Matthias Sammer.
Nella sua carriera professionistica ha indossato le maglie di Southampton, Blackburn Rovers e Newcastle United, diventando il miglior marcatore di tutti i tempi della Premier League con 260 gol in 440 partite ufficiali; detiene inoltre i record per il maggior numero di triplette (11) e il maggior numero di reti realizzate in una singola partita (5) del campionato inglese. Del Newcastle è inoltre il primatista di reti in assoluto (206) e nelle competizioni europee (30).
Dal 1992 al 2000 ha fatto parte anche della nazionale inglese, partecipando a tre edizioni dell'Europeo (1992, 1996, 2000) ed al Mondiale del 1998. Con 30 gol in 63 partite, è inoltre il settimo miglior realizzatore di sempre dell'Inghilterra insieme a Nat Lofthouse e Tom Finney.

## Caratteristiche tecniche
Attaccante prolifico dotato di grande fiuto del gol, eccelleva nel colpo di testa, tanto da aver realizzato con essa 45 reti in Premier League. Era anche dotato di una forte personalità da leader, oltre ad essere un buon rigorista.

## Carriera

### Giocatore

#### Club

##### Southampton
Nato nel sobborgo cittadino di Gosforth, a Newcastle, Shearer iniziò a giocare nel Wallsend Boys Club. Prima ancora giocò anche a golf su ordine del padre. Il Newcastle lo scartò, ma a 16 anni firmò un contratto da dilettante con il Southampton. Shearer debuttò nella First Division nel marzo 1988 contro il Chelsea, partendo dalla panchina. Un mese più tardi, nella sua prima partita da titolare, contro l'Arsenal, segnò ben 3 gol. All'età di 17 anni e 8 mesi divenne così il più giovane calciatore del campionato inglese a siglare una tripletta, record detenuto per più di 30 anni da Jimmy Greaves.
Nonostante il felicissimo inizio di carriera, Shearer fu introdotto gradualmente nella squadra titolare e nella stagione successiva totalizzò solo 10 presenze senza segnare gol. Di fatto non divenne realmente prolifico per il Southampton fino al 1992, quando mise a segno 13 gol in 41 partite.

##### Blackburn
Le sue prestazioni attirarono l'attenzione dell'allenatore del Blackburn Kenny Dalglish. Il club offrì al Southampton 3.600.000 sterline per assicurarsi le sue prestazioni. L'offerta fu accettata, così Shearer si trasferì al Blackburn. L'attaccante aveva ricevuto richieste anche dal Manchester United, ma le rifiutò seccamente, attirandosi in questo modo le critiche dei tifosi dei Red Devils.
Divenne titolare nella nazionale inglese nel 1993, segnando il suo secondo gol in nazionale in un incontro di qualificazione al campionato del mondo 1994 vinto per 4-0 contro la Turchia. La sua prima stagione al Blackburn fu un misto di gioie e di dolori: ne saltò metà a causa di un infortunio al legamento crociato anteriore destro subito contro il Leeds, ma allo stesso tempo segnò 16 reti in 21 gare. Il periodo fu reso ancora più amaro dalla mancata qualificazione dell'Inghilterra al campionato mondiale del 1994.
Nella stagione successiva, in cui il Blackburn si piazzò alle spalle del Manchester United campione d'Inghilterra, Shearer realizzò ben 31 gol in 40 partite, e in più ricevette il premio di Calciatore dell'anno della Premiership.
Con l'arrivo di Chris Sutton nella stagione 1994-1995, il Blackburn poté contare su una solida coppia d'attacco, soprannominata SAS (acronimo di "Shearer and Sutton"). In quella stagione il club si laureò campione d'Inghilterra grazie anche alle 34 reti messe a segno da Shearer in 42 gare disputate. Per l'attaccante inglese si tratta dell'unico trofeo vinto in carriera (escludendo dal computo i premi personali). Dopo la vittoria della Premiership si diffuse una diceria secondo la quale Shearer festeggiò il titolo tornando a casa e applicando creosoto sulla staccionata del proprio giardino.
Nel 1995-1996 la sete di gol di Shearer non si placò: realizzò altri 31 gol in 35 partite con la maglia del Blackburn.

##### Newcastle
Dopo il campionato d'Europa del 1996, Shearer fu nuovamente seguito dal Manchester United con un'altra offerta d'acquisto lanciata al Blackburn, oltre che dalla Juventus. Egli, tuttavia, si accasò al Newcastle (la squadra della sua città) allenato da Kevin Keegan. Per assicurarselo i Magpies dovettero investire 15 milioni di sterline. Nonostante l'ingaggio oneroso e la pressione data dal fatto di giocare per la propria città d'origine, Shearer continuò a realizzare gol: nella sua prima stagione con i Magpies segnò 25 reti in 31 gare. Alla fine di questa stagione vinse per la seconda volta il premio di Calciatore dell'anno della Premiership.

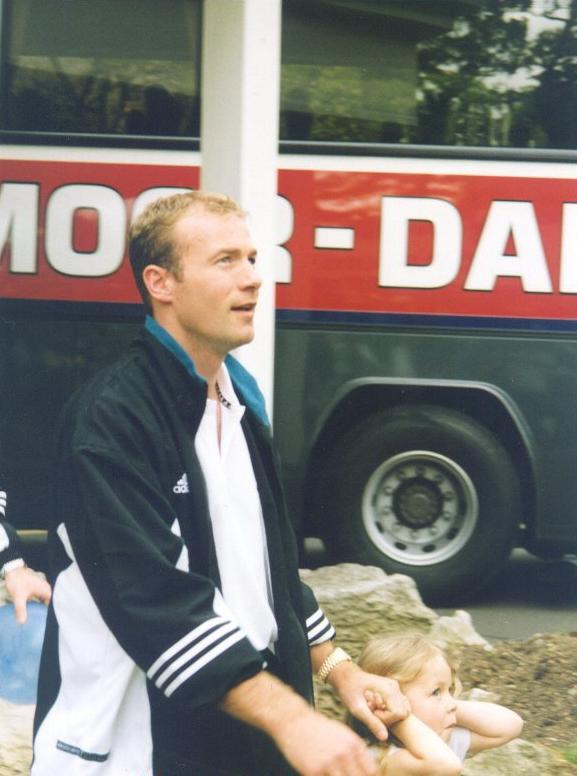
Shearer dopo la sconfitta in finale di FA Cup nel 1998.

Nell'estate del 1997 subì la rottura della caviglia durante un'amichevole a Goodison Park. L'infortunio limitò fortemente il suo numero di apparizioni, ma ancora una volta Shearer diede man forte alla squadra (ora allenata da Kenny Dalglish), segnalandosi nella finale della FA Cup 1997-1998, vinta, tuttavia, dall'Arsenal. Il Newcastle, allenato da Ruud Gullit, giunse nuovamente alla finale della FA Cup nel 1998-1999, e la perse nuovamente, stavolta contro il Manchester United, col medesimo punteggio di 2-0. Con l'olandese i rapporti di Shearer furono molto difficili, tanto che Gullit arrivò a descrivere l'attaccante come uno svogliato. In più scoppiarono ulteriori polemiche quando Gullit decise di escludere l'attaccante per il "derby del Tyne and Wear" contro gli storici rivali del Sunderland del settembre 1999. Il Sunderland vinse la sfida e Gullit fu subito rimpiazzato da Bobby Robson.
Nel 2002 Shearer e il Newcastle gioirono per la partecipazione alla fase finale della UEFA Champions League. Il Newcastle, inserito in un girone che comprendeva anche la Juventus, perse i primi tre incontri, ma poi vinse i restanti tre, accedendo così alla seconda fase a gironi, in cui venne poi eliminata dal torneo.
Nel 2003 il Newcastle ebbe, nel terzo turno preliminare di UEFA Champions League, l'occasione per accedere nuovamente al tabellone principale della massima competizione europea, ma venne eliminato ai rigori dal Partizan, con Shearer che fallì uno dei tentativi di trasformazione dal dischetto. Dopo questa sconfitta, il capitano Shearer continuò a segnare regolarmente per il Newcastle, ma la società non riuscì a ottenere un trofeo. L'ultima possibilità di vittoria per l'attaccante nella sua ultima stagione professionistica svanì contro i campioni d'Inghilterra del Chelsea nell'incontro di FA Cup perso 1-0 il 22 marzo 2006.
Shearer ricevette il titolo di Ufficiale dell'Ordine dell'Impero Britannico per meriti sportivi durante la Queen's Birthday Honours List nel giugno del 2001. Questa onorificenza si aggiunse alla Freedom of the City of Newcastle upon Tyne, conferitagli nel marzo dello stesso anno. Il giocatore ricevette anche il Merit Award nel 2002 per aver raggiunto il traguardo dei 200 gol segnati nel campionato inglese. Shearer ha segnò il suo duecentesimo gol in carriera contro il Charlton al St. James' Park il 20 aprile 2002.
Pur avendo aveva annunciato che si sarebbe ritirato dall'attività agonistica alla fine della stagione 2004-2005, successivamente tornò sui propri passi sotto l'influenza dell'allenatore del Newcastle Graeme Souness e decise di continuare a giocare per un'altra stagione nel ruolo di giocatore-allenatore. In questo periodo dapprima eguagliò il record di Jackie Milburn delle 200 reti segnate con il Newcastle nella partita di FA Cup contro il Mansfield Town del 7 gennaio 2006 e poi lo superò con il gol segnato al Portsmouth in Premiership il 4 febbraio 2006. Alcuni media ribatterono, però, che tenendo in conto le partite giocate durante la seconda guerra mondiale, Milburn segnò in realtà 238 gol per il club bianconero. In ogni caso, escludendo dal computo quelle partite, Shearer batté il record con 5 partite in meno rispetto a Milburn.
Il 17 aprile 2006, a tre giornate dalla conclusione del campionato inglese, Shearer subì uno strappo al legamento collaterale mediale del ginocchio sinistro dopo uno scontro con Julio Arca nella partita contro il Sunderland. Tre giorni dopo fu confermato che l'infortunio avrebbe fatto saltare a Shearer le ultime tre partite della stagione, facendogli terminare in anticipo la sua carriera. L'ultimo gol di Shearer col Newcastle, il numero 206, fu siglato proprio in quell'incontro su calcio di rigore. Il 22 aprile, infine, Shearer confermò il suo ritiro da giocatore.
L'11 maggio 2006 il Newcastle giocò contro il Celtic al St. James Park la partita d'addio di Alan Shearer. I biglietti dell'incontro furono venduti nel giro di pochi giorni. La gara fu giocata da calciatori d'eccezione come Steve Watson, Gary Speed, Robert Lee e Les Ferdinand. Shearer non poté prendervi parte a causa dell'infortunio, ma diede semplicemente il calcio d'inizio e in più segnò il rigore che fece vincere il Newcastle per 3-2. Il ricavato dell'incontro fu donato in beneficenza agli istituti di carità del North East.

#### Nazionale

##### Euro 1992
Essendosi guadagnato un posto fisso nell'Under-21 inglese l'anno precedente, segnando 13 gol in appena 11 partite, il suo talento venne subito notato da Graham Taylor, allenatore della nazionale maggiore, che lo fece debuttare contro la Francia nel febbraio 1992.
Analogamente al suo debutto con la squadra di club, nell'esordio in nazionale, nella gara che l'Inghilterra vinse per 2-0, Shearer segnò un gol nel primo tempo.
Taylor convocò Shearer per la fase finale del campionato europeo del 1992, ma l'attaccante disputò soltanto una partita (un pareggio a reti inviolate contro la Francia); inoltre l'Inghilterra fu subito eliminata dalla competizione.

##### Euro 1996
L’Inghilterra arrivò al campionato europeo del 1996 da paese ospitante, però preoccuparono le zero reti di Shearer nelle 11 partite che precedettero il torneo. Nei venti minuti iniziali della partita inaugurale contro la Svizzera, allo stadio di Wembley, Shearer segnò con un tiro dalla lunga distanza che ruppe il suo digiuno di gol con l'Inghilterra. Dopo quella gara terminata 1-1, la sfida contro la Scozia divenne fondamentale per il passaggio del turno. Di fronte agli avversari scozzesi la partita si rivelò tesa e avara di reti, finché all'inizio del secondo temp, quando Gary Neville lanciò il pallone con un cross a girare e Shearer lo intercettò con un colpo di testa che mandò la palla in rete. Ciò permise all'Inghilterra di sbloccarsi e di vincere per 2-0, grazie, oltre alla rete di Shearer, a un rigore parato da David Seaman e al secondo gol di Paul Gascoigne. Ora gli inglesi si trovarono nella assoluta necessità di vincere contro l'Paesi Bassi per non compromettere il passaggio ai quarti. Shearer e il suo compagno d'attacco Teddy Sheringham permisero all'Inghilterra di sconfiggere i Paesi Bassi per 4-1. Shearer segnò nel match 2 gol: il primo su calcio di rigore e il secondo su assist di Sheringham, autore delle altre due reti per gli inglesi. Nel quarto di finale contro la Spagna l'Inghilterra subì il predominio delle furie rosse, ma ebbe comunque la meglio su di loro tramite i tiri di rigore, dopo una partita finita con il risultato di 0-0. Shearer segnò il primo dei rigori inglesi, mentre la Spagna ne fallì due, proiettando così l'Inghilterra in semifinale, dove trovò come avversaria la Germania. Contro la Mannschaft Shearer portò l'Inghilterra in vantaggio con un gol di testa dopo tre minuti di gioco. I tedeschi, però, riuscirono rapidamente a pareggiare e la partita si dovette risolvere nuovamente ai tiri di rigore. Contrariamente a quanto accadde nei quarti, gli inglesi capitolarono dal dischetto. Sebbene Shearer avesse realizzato il suo rigore, fu fatale all'Inghilterra l'errore di Gareth Southgate. Nonostante ciò Shearer fu il capocannoniere del campionato europeo del 1996 con 5 reti e fu inserito dall'UEFA tra i migliori giocatori del torneo nella sua squadra speciale.

##### Mondiale 1998
Nel frattempo Shearer contribuì con 5 reti al cammino della nazionale inglese verso il campionato del mondo 1998. Glenn Hoddle, successore di Taylor alla guida della nazionale inglese,  gli consegnò la fascia di capitano dell'Inghilterra, sebbene Tony Adams (capitano durante il campionato europeo del 1996) fosse ancora in attività e fosse largamente considerato il leader più meritevole della fascia, non solo per essere stato capitano di lungo corso nel suo club di appartenenza, ma anche perché Shearer non lo era mai stato fino ad allora. In seguito Adams criticò quella decisione nella propria autobiografia, sebbene comprendesse le ragioni di Hoddle. Nonostante ciò, Adams accettò il passaggio di consegne senza replicare.
Nell'ultima parte della stagione si crearono delle polemiche verso Shearer quando egli sferrò un calcio sulla testa del calciatore del Leicester City Neil Lennon durante un incontro di Premiership. Il capo esecutivo della Football Association, Graham Kelly, rivelò in seguito nella propria autobiografia che Shearer avrebbe minacciato di non partecipare al campionato mondiale se fosse stato punito dalla stessa federcalcio inglese. Shearer smentì tutto questo, anzi dichiarò che l'incidente con Lennon era puramente casuale, perciò non fu punito e fu nominato capitano dell'Inghilterra in vista del campionato mondiale di Francia 1998.
Shearer mise a segno il primo gol degli inglesi nel torneo in occasione della vittoria sulla Tunisia per 2-0. Da allora non segnò più, finché l'Inghilterra incontrò negli ottavi di finale l'Argentina. La gara fu combattuta e Shearer segnò il rigore (concesso per un fallo su Michael Owen) che portò il risultato sull'1-1. Nel corso della gara avvennero due episodi in particolare: l'espulsione di David Beckham e un gol annullato a Sol Campbell per un fallo di Shearer sul portiere argentino. La partita, dopo i tempi supplementari, finì in parità sul 2-2, pertanto si ricorse ai tiri di rigore. Shearer dal dischetto segnò di nuovo, ma i suoi compagni di squadra Paul Ince e David Batty fallirono e l'Inghilterra fu eliminata.

##### Euro 2000
Dopo il campionato mondiale di Francia Hoddle si dimise dalla nazionale inglese e il suo posto fu preso da Kevin Keegan, che mantenne come capitano Shearer anche durante le qualificazioni al campionato d'Europa 2000, che non erano iniziate bene con il vecchio allenatore.
Nel settembre 1999 Shearer segnò la sua prima tripletta con l'Inghilterra, nella partita di qualificazione al campionato d'Europa del 2000 contro il Lussemburgo. Ulteriori polemiche si aggiunsero quando i dirigenti del Newcastle Freddy Shepherd e Douglas Hall furono spiati da un giornalista del News of the World mentre paragonavano Shearer a Mary Poppins.
L'Inghilterra si qualificò per il campionato europeo del 2000 in Belgio e Paesi Bassi grazie allo spareggio contro la Scozia. Shearer, che all'epoca stava per compiere 30 anni, annunciò pubblicamente che si sarebbe ritirato dalla nazionale inglese subito dopo la fine del torneo. Sebbene Keegan lo stimasse e il suo posto non fosse messo in discussione, molti osservatori dichiararono invece che quello fosse il modo cinico, da parte dell'attaccante, di assicurarsi il posto in squadra. Shearer non fu protagonista nella prima partita dell'Inghilterra persa per 3-2 contro il Portogallo, ma segnò il gol che decise la sfida contro la Germania (allora campione in carica) a Charleroi, dando agli inglesi la possibilità di qualificarsi ai quarti, qualora avessero battuto nell'ultima partita del primo turno la Romania. Shearer segnò il rigore che portò in vantaggio l'Inghilterra sull'1-2, ma alla fine la Romania vinse per 3-2, risultato che condannò l'Inghilterra all'eliminazione dal torneo. In questo modo si concluse la militanza di Shearer nella nazionale inglese. In totale ha collezionato 63 presenze, segnando 30 gol, collocandosi a pari merito con Nat Lofthouse e Tom Finney, e piazzandosi al settimo posto nella classifica dei marcatori di tutti i tempi della nazionale inglese.
Da quando scelse il ritiro in ambito internazionale, Shearer resistette agli inviti di far parte dello staff dell'Inghilterra o di ritornare a vestire la maglia bianca dei tre leoni. Al contrario, decise che per il resto della sua carriera si sarebbe dedicato esclusivamente alle squadre di club.

### Allenatore
Il 1º aprile 2009 venne ingaggiato come allenatore del Newcastle United, sua squadra storica, in sostituzione di Chris Hughton. Tuttavia non riuscì a evitare la retrocessione del Newcastle in Football League Championship, arrivata all'ultima giornata a seguito della sconfitta per 1-0 contro l'Aston Villa (su autorete di Damien Duff) dopo 16 anni di permanenza del club in Premier. In 8 gare da allenatore dei bianconeri ottenne così una sola vittoria.

## Dopo il ritiro
Dal 2006 è ambasciatore sportivo del Newcastle.

## Statistiche
Tra club e nazionale maggiore Shearer ha disputato complessivamente 797 partite segnando 409 reti, con la media di 0,51 gol a partita.

### Presenze e reti nei club
| Stagione             | Squadra              | Campionato           | Campionato | Campionato | Coppe nazionali | Coppe nazionali | Coppe nazionali | Coppe continentali | Coppe continentali | Coppe continentali | Altre coppe | Altre coppe | Altre coppe | Totale | Totale |
| Stagione             | Squadra              | Comp                 | Pres       | Reti       | Comp            | Pres            | Reti            | Comp               | Pres               | Reti               | Comp        | Pres        | Reti        | Pres   | Reti   |
| -------------------- | -------------------- | -------------------- | ---------- | ---------- | --------------- | --------------- | --------------- | ------------------ | ------------------ | ------------------ | ----------- | ----------- | ----------- | ------ | ------ |
| 1987-1988            | Southampton          | FD                   | 5          | 3          | FACup+CdL       | 0+0             | 0               | -                  | -                  | -                  | -           | -           | -           | 5      | 3      |
| 1988-1989            | Southampton          | FD                   | 10         | 0          | FACup+CdL       | 0+0             | 0               | -                  | -                  | -                  | -           | -           | -           | 10     | 0      |
| 1989-1990            | Southampton          | FD                   | 26         | 3          | FACup+CdL       | 3+6             | 0+2             | -                  | -                  | -                  | -           | -           | -           | 35     | 5      |
| 1990-1991            | Southampton          | FD                   | 36         | 4          | FACup+CdL       | 4+6             | 2+6             | -                  | -                  | -                  | FM          | 2           | 2           | 48     | 14     |
| 1991-1992            | Southampton          | FD                   | 41         | 13         | FACup+CdL       | 7+6             | 2+3             | -                  | -                  | -                  | FM          | 6           | 3           | 60     | 21     |
| Totale Southampton   | Totale Southampton   | Totale Southampton   | 118        | 23         |                 | 32              | 15              |                    | -                  | -                  |             | 8           | 5           | 158    | 43     |
| 1992-1993            | Blackburn            | PL                   | 21         | 16         | FACup+CdL       | 0+5             | 6               | -                  | -                  | -                  | -           | -           | -           | 26     | 22     |
| 1993-1994            | Blackburn            | PL                   | 40         | 31         | FACup+CdL       | 4+4             | 2+1             | -                  | -                  | -                  | -           | -           | -           | 48     | 34     |
| 1994-1995            | Blackburn            | PL                   | 42         | 34         | FACup+CdL       | 2+3             | 0+2             | CU                 | 2                  | 1                  | -           | -           | -           | 49     | 37     |
| 1995-1996            | Blackburn            | PL                   | 35         | 31         | FACup+CdL       | 2+4             | 0+5             | UCL                | 6                  | 1                  | CS          | 1           | 0           | 48     | 37     |
| Totale Blackburn     | Totale Blackburn     | Totale Blackburn     | 138        | 112        |                 | 24              | 16              |                    | 8                  | 2                  |             | 1           | 0           | 171    | 130    |
| 1996-1997            | Newcastle Utd        | PL                   | 31         | 25         | FACup+CdL       | 3+1             | 1+1             | CU                 | 4                  | 1                  | CS          | 1           | 0           | 40     | 28     |
| 1997-1998            | Newcastle Utd        | PL                   | 17         | 2          | FACup+CdL       | 6+0             | 5               | -                  | -                  | -                  | -           | -           | -           | 23     | 7      |
| 1998-1999            | Newcastle Utd        | PL                   | 30         | 14         | FACup+CdL       | 6+2             | 5+1             | CdC                | 2                  | 1                  | -           | -           | -           | 40     | 21     |
| 1999-2000            | Newcastle Utd        | PL                   | 37         | 23         | FACup+CdL       | 6+1             | 5+0             | CU                 | 6                  | 2                  | -           | -           | -           | 50     | 30     |
| 2000-2001            | Newcastle Utd        | PL                   | 19         | 5          | FACup+CdL       | 0+4             | 2               | -                  | -                  | -                  | -           | -           | -           | 23     | 7      |
| 2001-2002            | Newcastle Utd        | PL                   | 37         | 23         | FACup+CdL       | 5+4             | 2+2             | -                  | -                  | -                  | -           | -           | -           | 46     | 27     |
| 2002-2003            | Newcastle Utd        | PL                   | 35         | 17         | FACup+CdL       | 1+0             | 1               | UCL                | 12                 | 7                  | -           | -           | -           | 48     | 25     |
| 2003-2004            | Newcastle Utd        | PL                   | 37         | 22         | FACup+CdL       | 2+1             | 0               | UCL+CU             | 2+10               | 0+6                | -           | -           | -           | 52     | 28     |
| 2004-2005            | Newcastle Utd        | PL                   | 28         | 7          | FACup+CdL       | 4+1             | 1+0             | CU                 | 9                  | 11                 | -           | -           | -           | 42     | 19     |
| 2005-2006            | Newcastle Utd        | PL                   | 32         | 10         | FACup+CdL       | 3+2             | 1+1             | InT                | 4                  | 2                  | -           | -           | -           | 41     | 14     |
| Totale Newcastle Utd | Totale Newcastle Utd | Totale Newcastle Utd | 303        | 148        |                 | 52              | 28              |                    | 49                 | 30                 |             | 1           | 0           | 405    | 206    |
| Totale carriera      | Totale carriera      | Totale carriera      | 559        | 283        |                 | 108             | 59              |                    | 57                 | 32                 |             | 10          | 5           | 734    | 379    |

### Cronologia presenze e reti in nazionale
| Cronologia completa delle presenze e delle reti in nazionale ― Inghilterra | Cronologia completa delle presenze e delle reti in nazionale ― Inghilterra | Cronologia completa delle presenze e delle reti in nazionale ― Inghilterra | Cronologia completa delle presenze e delle reti in nazionale ― Inghilterra | Cronologia completa delle presenze e delle reti in nazionale ― Inghilterra | Cronologia completa delle presenze e delle reti in nazionale ― Inghilterra | Cronologia completa delle presenze e delle reti in nazionale ― Inghilterra | Cronologia completa delle presenze e delle reti in nazionale ― Inghilterra |
| Data                                                                       | Città                                                                      | In casa                                                                    | Risultato                                                                  | Ospiti                                                                     | Competizione                                                               | Reti                                                                       | Note                                                                       |
| -------------------------------------------------------------------------- | -------------------------------------------------------------------------- | -------------------------------------------------------------------------- | -------------------------------------------------------------------------- | -------------------------------------------------------------------------- | -------------------------------------------------------------------------- | -------------------------------------------------------------------------- | -------------------------------------------------------------------------- |
| 19-2-1992                                                                  | Londra                                                                     | Inghilterra                                                                | 2 – 0                                                                      | Francia                                                                    | Amichevole                                                                 | 1                                                                          |                                                                            |
| 29-4-1992                                                                  | Mosca                                                                      | Comunità degli Stati Indipendenti                                          | 2 – 2                                                                      | Inghilterra                                                                | Amichevole                                                                 | -                                                                          | 63’                                                                        |
| 14-6-1992                                                                  | Malmö                                                                      | Francia                                                                    | 0 – 0                                                                      | Inghilterra                                                                | Euro 1992 - 1º turno                                                       | -                                                                          |                                                                            |
| 9-9-1992                                                                   | Santander                                                                  | Spagna                                                                     | 1 – 0                                                                      | Inghilterra                                                                | Amichevole                                                                 | -                                                                          |                                                                            |
| 14-10-1992                                                                 | Londra                                                                     | Inghilterra                                                                | 1 – 1                                                                      | Norvegia                                                                   | Qual. Mondiali 1994                                                        | -                                                                          |                                                                            |
| 18-11-1992                                                                 | Londra                                                                     | Inghilterra                                                                | 4 – 0                                                                      | Turchia                                                                    | Qual. Mondiali 1994                                                        | 1                                                                          |                                                                            |
| 13-10-1993                                                                 | Rotterdam                                                                  | Paesi Bassi                                                                | 2 – 0                                                                      | Inghilterra                                                                | Qual. Mondiali 1994                                                        | -                                                                          |                                                                            |
| 9-3-1994                                                                   | Londra                                                                     | Inghilterra                                                                | 1 – 0                                                                      | Danimarca                                                                  | Amichevole                                                                 | -                                                                          |                                                                            |
| 17-5-1994                                                                  | Londra                                                                     | Inghilterra                                                                | 5 – 0                                                                      | Grecia                                                                     | Amichevole                                                                 | 1                                                                          |                                                                            |
| 22-5-1994                                                                  | Londra                                                                     | Inghilterra                                                                | 0 – 0                                                                      | Norvegia                                                                   | Amichevole                                                                 | -                                                                          |                                                                            |
| 7-9-1994                                                                   | Londra                                                                     | Inghilterra                                                                | 2 – 0                                                                      | Stati Uniti                                                                | Amichevole                                                                 | 2                                                                          | 80’                                                                        |
| 12-10-1994                                                                 | Londra                                                                     | Inghilterra                                                                | 1 – 1                                                                      | Romania                                                                    | Amichevole                                                                 | -                                                                          |                                                                            |
| 16-11-1994                                                                 | Londra                                                                     | Inghilterra                                                                | 1 – 0                                                                      | Nigeria                                                                    | Amichevole                                                                 | -                                                                          | 78’                                                                        |
| 15-2-1995                                                                  | Dublino                                                                    | Irlanda                                                                    | 1 – 0                                                                      | Inghilterra                                                                | Amichevole                                                                 | -                                                                          |                                                                            |
| 3-6-1995                                                                   | Londra                                                                     | Inghilterra                                                                | 2 – 1                                                                      | Giappone                                                                   | Umbro Cup                                                                  | -                                                                          |                                                                            |
| 8-6-1995                                                                   | Leeds                                                                      | Inghilterra                                                                | 3 – 3                                                                      | Svezia                                                                     | Umbro Cup                                                                  | -                                                                          |                                                                            |
| 11-6-1995                                                                  | Londra                                                                     | Inghilterra                                                                | 1 – 3                                                                      | Brasile                                                                    | Umbro Cup                                                                  | -                                                                          |                                                                            |
| 6-9-1995                                                                   | Londra                                                                     | Inghilterra                                                                | 0 – 0                                                                      | Colombia                                                                   | Amichevole                                                                 | -                                                                          | 74’                                                                        |
| 11-10-1995                                                                 | Oslo                                                                       | Norvegia                                                                   | 0 – 0                                                                      | Inghilterra                                                                | Amichevole                                                                 | -                                                                          |                                                                            |
| 15-11-1995                                                                 | Londra                                                                     | Inghilterra                                                                | 3 – 1                                                                      | Svizzera                                                                   | Amichevole                                                                 | -                                                                          |                                                                            |
| 12-12-1995                                                                 | Londra                                                                     | Inghilterra                                                                | 1 – 1                                                                      | Portogallo                                                                 | Amichevole                                                                 | -                                                                          |                                                                            |
| 18-5-1996                                                                  | Londra                                                                     | Inghilterra                                                                | 3 – 0                                                                      | Ungheria                                                                   | Amichevole                                                                 | -                                                                          | 76’                                                                        |
| 22-5-1996                                                                  | Pechino                                                                    | Cina                                                                       | 0 – 3                                                                      | Inghilterra                                                                | Amichevole                                                                 | -                                                                          | 73’                                                                        |
| 8-6-1996                                                                   | Londra                                                                     | Inghilterra                                                                | 1 – 1                                                                      | Svizzera                                                                   | Euro 1996 - 1º turno                                                       | 1                                                                          |                                                                            |
| 15-6-1996                                                                  | Londra                                                                     | Scozia                                                                     | 0 – 2                                                                      | Inghilterra                                                                | Euro 1996 - 1º turno                                                       | 1                                                                          | 75’                                                                        |
| 18-6-1996                                                                  | Londra                                                                     | Paesi Bassi                                                                | 1 – 4                                                                      | Inghilterra                                                                | Euro 1996 - 1º turno                                                       | 2                                                                          | 76’                                                                        |
| 22-6-1996                                                                  | Londra                                                                     | Spagna                                                                     | 0 – 0 dts (2 – 4 dtr)                                                      | Inghilterra                                                                | Euro 1996 - Quarti di finale                                               | -                                                                          |                                                                            |
| 26-6-1996                                                                  | Londra                                                                     | Germania                                                                   | 1 – 1 dts (6 – 5 dtr)                                                      | Inghilterra                                                                | Euro 1996 - Semifinale                                                     | 1                                                                          |                                                                            |
| 6-9-1996                                                                   | Chișinău                                                                   | Moldavia                                                                   | 0 – 3                                                                      | Inghilterra                                                                | Qual. Mondiali 1998                                                        | 1                                                                          | cap.                                                                       |
| 9-10-1996                                                                  | Londra                                                                     | Inghilterra                                                                | 2 – 1                                                                      | Polonia                                                                    | Qual. Mondiali 1998                                                        | 2                                                                          | cap.                                                                       |
| 12-2-1997                                                                  | Londra                                                                     | Inghilterra                                                                | 0 – 1                                                                      | Italia                                                                     | Qual. Mondiali 1998                                                        | -                                                                          | cap.                                                                       |
| 30-4-1997                                                                  | Londra                                                                     | Inghilterra                                                                | 2 – 0                                                                      | Georgia                                                                    | Qual. Mondiali 1998                                                        | 1                                                                          | cap.                                                                       |
| 31-5-1997                                                                  | Chorzów                                                                    | Polonia                                                                    | 0 – 2                                                                      | Inghilterra                                                                | Qual. Mondiali 1998                                                        | 1                                                                          | cap.                                                                       |
| 7-6-1997                                                                   | Montpellier                                                                | Francia                                                                    | 0 – 1                                                                      | Inghilterra                                                                | Torneo di Francia                                                          | 1                                                                          | cap.                                                                       |
| 10-6-1997                                                                  | Parigi                                                                     | Inghilterra                                                                | 0 – 1                                                                      | Brasile                                                                    | Torneo di Francia                                                          | -                                                                          | cap. 42’                                                                   |
| 11-2-1998                                                                  | Londra                                                                     | Inghilterra                                                                | 0 – 2                                                                      | Cile                                                                       | Amichevole                                                                 | -                                                                          | 62’                                                                        |
| 25-3-1998                                                                  | Berna                                                                      | Svizzera                                                                   | 1 – 1                                                                      | Inghilterra                                                                | Amichevole                                                                 | -                                                                          | cap.                                                                       |
| 22-4-1998                                                                  | Londra                                                                     | Inghilterra                                                                | 3 – 0                                                                      | Portogallo                                                                 | Amichevole                                                                 | 2                                                                          | cap.                                                                       |
| 23-5-1998                                                                  | Londra                                                                     | Inghilterra                                                                | 0 – 0                                                                      | Arabia Saudita                                                             | Amichevole                                                                 | -                                                                          | cap. 74’                                                                   |
| 15-6-1998                                                                  | Marsiglia                                                                  | Inghilterra                                                                | 2 – 0                                                                      | Tunisia                                                                    | Mondiali 1998 - 1º turno                                                   | 1                                                                          | cap.                                                                       |
| 22-6-1998                                                                  | Tolosa                                                                     | Romania                                                                    | 2 – 1                                                                      | Inghilterra                                                                | Mondiali 1998 - 1º turno                                                   | -                                                                          | cap.                                                                       |
| 26-6-1998                                                                  | Lens                                                                       | Colombia                                                                   | 0 – 2                                                                      | Inghilterra                                                                | Mondiali 1998 - 1º turno                                                   | -                                                                          | cap. 89’                                                                   |
| 30-6-1998                                                                  | Saint-Étienne                                                              | Argentina                                                                  | 2 – 2 dts (4 – 3 dtr)                                                      | Inghilterra                                                                | Mondiali 1998 - Ottavi di finale                                           | 1                                                                          | cap.                                                                       |
| 5-9-1998                                                                   | Solna                                                                      | Svezia                                                                     | 2 – 1                                                                      | Inghilterra                                                                | Qual. Euro 2000                                                            | 1                                                                          | cap.                                                                       |
| 10-10-1998                                                                 | Londra                                                                     | Inghilterra                                                                | 0 – 0                                                                      | Bulgaria                                                                   | Qual. Euro 2000                                                            | -                                                                          | cap.                                                                       |
| 14-10-1998                                                                 | Lussemburgo                                                                | Lussemburgo                                                                | 0 – 3                                                                      | Inghilterra                                                                | Qual. Euro 2000                                                            | 1                                                                          | cap.                                                                       |
| 10-2-1999                                                                  | Londra                                                                     | Inghilterra                                                                | 0 – 2                                                                      | Francia                                                                    | Amichevole                                                                 | -                                                                          | cap.                                                                       |
| 27-3-1999                                                                  | Londra                                                                     | Inghilterra                                                                | 3 – 1                                                                      | Polonia                                                                    | Qual. Euro 2000                                                            | -                                                                          | cap.                                                                       |
| 28-4-1999                                                                  | Budapest                                                                   | Ungheria                                                                   | 1 – 1                                                                      | Inghilterra                                                                | Amichevole                                                                 | 1                                                                          | cap.                                                                       |
| 5-6-1999                                                                   | Londra                                                                     | Inghilterra                                                                | 0 – 0                                                                      | Svezia                                                                     | Qual. Euro 2000                                                            | -                                                                          | cap. 78’                                                                   |
| 9-6-1999                                                                   | Sofia                                                                      | Bulgaria                                                                   | 1 – 1                                                                      | Inghilterra                                                                | Qual. Euro 2000                                                            | 1                                                                          | cap.                                                                       |
| 4-9-1999                                                                   | Londra                                                                     | Inghilterra                                                                | 6 – 0                                                                      | Lussemburgo                                                                | Qual. Euro 2000                                                            | 3                                                                          | cap.                                                                       |
| 8-9-1999                                                                   | Varsavia                                                                   | Polonia                                                                    | 0 – 0                                                                      | Inghilterra                                                                | Qual. Euro 2000                                                            | -                                                                          | cap.                                                                       |
| 10-10-1999                                                                 | Sunderland                                                                 | Inghilterra                                                                | 2 – 1                                                                      | Belgio                                                                     | Amichevole                                                                 | -                                                                          | cap. 86’                                                                   |
| 13-11-1999                                                                 | Glasgow                                                                    | Scozia                                                                     | 0 – 2                                                                      | Inghilterra                                                                | Qual. Euro 2000                                                            | -                                                                          | cap.                                                                       |
| 17-11-1999                                                                 | Londra                                                                     | Inghilterra                                                                | 0 – 1                                                                      | Scozia                                                                     | Qual. Euro 2000                                                            | -                                                                          | cap.                                                                       |
| 23-2-2000                                                                  | Londra                                                                     | Inghilterra                                                                | 0 – 0                                                                      | Argentina                                                                  | Amichevole                                                                 | -                                                                          | cap. 78’                                                                   |
| 27-5-2000                                                                  | Londra                                                                     | Inghilterra                                                                | 1 – 1                                                                      | Brasile                                                                    | Amichevole                                                                 | -                                                                          | cap. 84’                                                                   |
| 31-5-2000                                                                  | Londra                                                                     | Inghilterra                                                                | 2 – 0                                                                      | Ucraina                                                                    | Amichevole                                                                 | -                                                                          | cap.                                                                       |
| 3-6-2000                                                                   | Ta' Qali                                                                   | Malta                                                                      | 1 – 2                                                                      | Inghilterra                                                                | Amichevole                                                                 | -                                                                          | cap. 51’                                                                   |
| 12-6-2000                                                                  | Eindhoven                                                                  | Portogallo                                                                 | 3 – 2                                                                      | Inghilterra                                                                | Euro 2000 - 1º turno                                                       | -                                                                          | cap.                                                                       |
| 17-6-2000                                                                  | Charleroi                                                                  | Inghilterra                                                                | 1 – 0                                                                      | Germania                                                                   | Euro 2000 - 1º turno                                                       | 1                                                                          | cap.                                                                       |
| 20-6-2000                                                                  | Charleroi                                                                  | Inghilterra                                                                | 2 – 3                                                                      | Romania                                                                    | Euro 2000 - 1º turno                                                       | 1                                                                          | cap. 64’                                                                   |
| Totale                                                                     |                                                                            | Presenze                                                                   | 63                                                                         |                                                                            | Reti (7º posto)                                                            | 30                                                                         |                                                                            |

### Statistiche da allenatore
| Stagione        | Squadra         | Campionato      | Campionato | Campionato | Campionato | Campionato | Coppe nazionali | Coppe nazionali | Coppe nazionali | Coppe nazionali | Coppe nazionali | Coppe continentali | Coppe continentali | Coppe continentali | Coppe continentali | Coppe continentali | Altre coppe | Altre coppe | Altre coppe | Altre coppe | Altre coppe | Totale | Totale | Totale | Totale | % Vittorie |
| Stagione        | Squadra         | Comp            | G          | V          | N          | P          | Comp            | G               | V               | N               | P               | Comp               | G                  | V                  | N                  | P                  | Comp        | G           | V           | N           | P           | G      | V      | N      | P      | %          |
| --------------- | --------------- | --------------- | ---------- | ---------- | ---------- | ---------- | --------------- | --------------- | --------------- | --------------- | --------------- | ------------------ | ------------------ | ------------------ | ------------------ | ------------------ | ----------- | ----------- | ----------- | ----------- | ----------- | ------ | ------ | ------ | ------ | ---------- |
| apr.-giu. 2009  | Newcastle Utd   | PL              | 8          | 1          | 2          | 5          | FACup+CdL       | -               | -               | -               | -               | -                  | -                  | -                  | -                  | -                  | -           | -           | -           | -           | -           | 8      | 1      | 2      | 5      | 12,50      |
| Totale carriera | Totale carriera | Totale carriera | 8          | 1          | 2          | 5          |                 | -               | -               | -               | -               |                    | -                  | -                  | -                  | -                  |             | -           | -           | -           | -           | 8      | 1      | 2      | 5      | 12,50      |

## Palmarès

### Club
- Campionato inglese: 1

Blackburn Rovers: 1994-1995

### Nazionale
- Torneo di Tolone: 1

1991

### Individuale
- Giocatore dell'anno della FWA: 1

1994
- Giocatore dell'anno della PFA: 2

1995, 1997
- Capocannoniere della Premier League: 3

1994-95 (34 gol), 1995-96 (31 gol), 1996-97 (25 gol)
- Capocannoniere della Coppa UEFA: 2

2003-04 (6 gol), 2004-05 (11 gol)
- Miglior marcatore del Campionato europeo di calcio: 1

Inghilterra 1996 (5 gol)
- Calciatore del mese nella Premier League:

Novembre 1994-95, Settembre 1998-99, Dicembre 2002-03, Ottobre 2003-04
- ESM Team of the Year: 1

1994-1995